# 117
Aquesta pàgina és per a l'any. Per al nombre, vegeu cent disset.

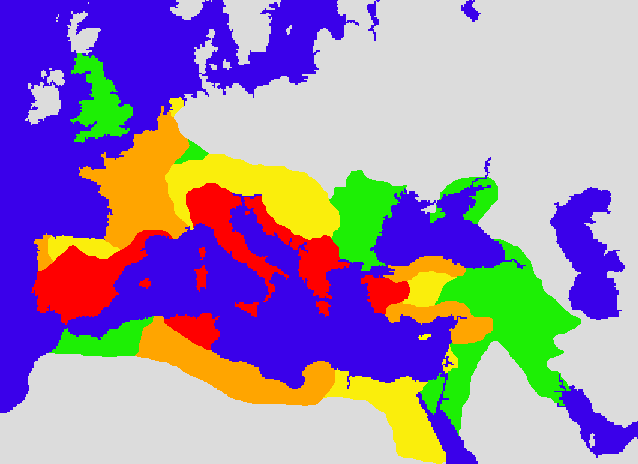
Mapa de l'Imperi Romà a l'any 133 AC (vermell), 44 AC (taronja), 14 DC (groc), i 117 D (verd).

## Esdeveniments

### Països Catalans
- Hispans de Tàrraco, Bàrcino, Valentia i Sagunt són reunits pel Senat d'Hadrià.[cal citació]

### Món
- Hadrià, es va proclama emperador.[1]

- Massacre de jueus a Egipte.
- Auge de Palmira.
- Màxima expansió de l'Imperi Romà.[2]

## Naixements
- Eli Aristides, orador grec (m. 181)[3]

## Necrològiques
- Marc Ulpi Trajà.[4]